# Adam Trojanowski
Adam Ludomir Trojanowski herbu Ogończyk (ur. 2 kwietnia 1864 w Warszawie, zm. 13 października 1933 w Łodzi) – polski inżynier, nauczyciel i wykładowca akademicki, dyrektor warszawskich fabryk włókienniczych oraz Państwowej Szkoły Włókiennictwa w Łodzi (1919–1931).

## Życiorys
W 1886 ukończył Szkołę Realną w Warszawie, po której przez kilka lat pracował w fabryce. Następnie w ukończył studia zawodowe w Chemnitz w 1892 roku, po których powrócił do pracy we włókiennictwie, początkowo pracując jako wykwalifikowany majster, ostatecznie pracując jako dyrektor warszawskich fabryk: Fabryki Firanek, Tiulu i Koronek „Szlenkier, Wydżga i Weyer” oraz Fabryki „Wola”. W latach 1919–1931 był organizatorem oraz pierwszym w niepodległej Polsce dyrektorem Państwowej Szkoły Włókiennictwa w Łodzi (1919–1931).
Uzyskał tytuł inżyniera mechanika na Politechnice Lwowskiej. Działał na polu szkolnictwa zawodowego oraz publikował literaturę naukowo-techniczną. Był przewodniczącym komisji włókienniczej opracowującej nową taryfę celną, Radcą Izby Przemysłowo-Handlowej w Łodzi, docentem Politechniki Warszawskiej (prowadził wykłady z technologii włókiennictwa).
Został pochowany na cmentarzu Stare Powązki w Warszawie (kwatera: 31 wprost, rząd: 3, miejsce: 28, 29).

## Publikacje
- Podręcznik przędzalnictwa bawełny, Druk Lepperta i Ski, 1898
- Słowniczek przędzalniczy w pięciu językach, Druk Rubieszewskiego i Wrotnowskiego, 1905
- Historya rozwoju przemysłu bawełnianego w Królestwie Polskim, 1910
- Słowniczek przędzalniczy w pięciu językach, Wydawnictwo „Przeglądu Technicznego”, 1910
- Wyrób waty opatrunkowej, 1916
- Bawełna: uprawa, zbiory, odziarnianie, klasyfikacja i handel, L. Fiszer, 1920
- Przędzenie bawełny farbowanej, jednolitej i wielobarwnej, 1925
- Ośmiolecie Państwowej Szkoły Włókienniczej (1919-1927) w Łodzi, 1927
- Słownik tkacko-wykończalniczy w pięciu językach, Wydawnictwo Kasy im. Mianowskiego, 1927
- Słownik Włókienniczy W Pięciu Językach, nakł. Izby Przemysłowo-Handlowej, 1930

## Ordery i odznaczenia
- Krzyż Kawalerski Orderu Odrodzenia Polski – 2 maja 1923[6][7] „za zasługi, położone w dziedzinie organizacji szkolnictwa zawodowego”[8]